# Radebeul
Radebeul este un oraș din landul Saxonia, Germania.

## Personalități
- Karl May (1842-1912), scriitor german, a trăit un timp îndelungat în oraș, vila lui fiind azi Muzeul Karl May.

1. ↑  Alle politisch selbständigen Gemeinden mit ausgewählten Merkmalen am 31.12.2018 (4. Quartal) (în germană), Statistisches Bundesamt[*], arhivat din original la 10 martie 2019, accesat în 10 martie 2019